# Гладстон, Джеймс
Джеймс Бэзил Гладстон (англ. James Basil Gladstone, также Акай-на-мука, блэкфут Akay-na-muka; 21 мая 1887, Маунтин-Хилл, Северо-Западные территории — 4 сентября 1971, Ферни, Британская Колумбия) — канадский индеец, фермер и скотовод; первый сенатор Канады, официально признанный индейцем.

## Биография
Джеймс Гладстон родился в 1887 году в Маунтин-Хилле (или в резервации рядом с этим посёлком, на тот момент в составе Северо-Западных территорий) в смешанной в этническом отношении семье. Его дед со стороны матери, Уильям Гладстон, родился в Монреале и перебрался в западные регионы Северной Америки в 1848 году. Там он в 1855 году женился на Гарриет Леблан, чьи предки относились к коренным народам Америки. Согласно одним данным, Гарриет происходила из народа кри, по другим, она принадлежала к народности кайна, или бладов. Дочь Уильяма и Гарриет, тоже получившая имя Гарриет, на протяжении нескольких лет была замужем за Джеймсом Боузом, по-видимому, не имевшим предков среди коренных народов. В этом браке родились четверо детей, одним из которых был Джеймс. Детство мальчик провёл в Маунтин-Хилле в доме деда, который занимался мехоторговлей.
Хотя Уильям Гладстон был прихожанином англиканской церкви, многие из его потомков перешли в католицизм. Одной из них была старшая двоюродная сестра Джеймса Нелли. Когда мальчику было семь лет, она без разрешения его родителей или деда попыталась отдать его вместе со своим сыном Алексом в католическую школу-интернат для индейских детей в Хай-Ривере, однако Джеймс сбежал оттуда сразу после её отъезда. После этого Уильям Гладстон сумел договориться со скотоводом Ф. У. Годсалом, спонсором англиканской школы-интерната в местной резервации кайна, что Джеймса и его брата Стивена примут в эту школу несмотря на отсутствие у них официального статуса индейцев. В этой школе Джеймс проучился шесть лет, за это время выучив язык блэкфут (помимо английского и языка кри, которые уже знал) и усвоив многие культурные традиции народа черноногих. Проблемы с его легальным статусом были урегулированы в 1900 году, когда он официально был признан жителем резервации, после чего за его учёбу платило государство. В 1903 году Гладстон поступил в индейскую ремесленную школу Калгари, где первоначально планировал учиться на плотника, но в итоге получил подготовку как наборщик в печатном цехе. По окончании школы он вернулся в резервацию, где в 1920 году, в возрасте 33 лет, получил официальный статус индейца.
В первые годы взрослой жизни в резервации Гладстон работал переводчиком, почтальоном, а также занимался выпасом скота на ранчо в районе Форт-Маклауда. В 1911 году он поступил в Королевскую канадскую конную полицию, где служил полевым агентом и переводчиком. В том же году он женился на Джени Хили, представительнице народа кайна; в этом браке родились двое сыновей и четыре дочери. В дальнейшем Гладстон с сыновьями организовал собственное ранчо на 400 голов скота и ферму на территории резервации, где внедрял современные сельскохозяйственные технологии.
С 1940-х годов Гладстон активно участвовал в работе Индейской ассоциации Альберты как представитель народа кайна и в 1949 году стал председателем этой организации. В этом качестве он трижды участвовал в конференциях в Оттаве, где обсуждались проекты изменения канадского Закона об индейцах. Гладстон добивался более точного соблюдения федеральными властями договоров, ранее заключённых с индейскими племенами, улучшения образования и расширения самоуправления коренных народов.
В 1958 году Гладстон стал первым представителем индейцев Канады в Сенате, когда премьер-министр Канады Джон Дифенбейкер, ранее уже сообщавший о намерении ввести в Сенат Канады представителя коренных народов, назначил Гладстона сенатором от Альберты. Поскольку по канадским законам сенатор должен был владеть недвижимостью стоимостью не менее 4000 долларов, Гладстон сразу после назначения продал часть своего скота и приобрёл участок земли за пределами резервации, неподалёку от Кардстона. Хотя официальными языками в парламенте Канады являются только английский и французский, часть своей инаугурационной речи в Сенате он произнёс на блэкфуте, по собственным словам — «в честь первых канадцев».
В Сенате Гладстон последовательно отстаивал права коренного населения Канады, в 1959 году став членом совместной комиссии обеих палат парламента по индейским вопросам. Поддерживая в парламенте консерваторов, официально он не принадлежал ни к одной канадской партии, объясняя это тем, что по канадским законам индейцы не имеют избирательных прав. Изменения в закон, дающие индейцам право голоса, были внесены в 1960 году, и Гладстон активно способствовал их утверждению Сенатом.
После 13 лет в Сенате Гладстон ушёл в отставку в марте 1971 года. В сентябре того же года он скончался в Ферни (Британская Колумбия). В 2001 году в помещениях Сената был установлен его скульптурный портрет, а в 2017 году его изображение вместе с портретами ещё трёх политических деятелей было размещено на юбилейной купюре достоинством 10 долларов, выпущенной к 150-летию основания Канады.